# Gwendoline Malogne-Fer
Gwendoline Malogne-Fer est une sociologue française spécialisée dans le protestantisme. 

## Biographie
Gwendoline Malogne-Fer fait ses études à l'Institut d'études politiques de Bordeaux, puis à l'université de Rennes 1, où elle obtient un DEA d'études politiques en 1995. 
Elle soutient une thèse intitulée Quand les femmes prennent la parole : démocratisation institutionnelle et professionnalisation des ministères au sein de l'église évangélique de Polynésie française, sous la direction de Danièle Hervieu-Léger, à l'École des hautes études en sciences sociales, en 2005. Pour élaborer cette thèse, elle se livre à un « considérable travail de terrain », à partir de 1995 de façon localisée, puis s'étendant à l'ensemble de la Polynésie française. Elle en tire en 2007 l'ouvrage Les femmes dans l’Église protestante mâ’ohi. Religion, genre et pouvoir en Polynésie française. 
Elle a réalisé également des films documentaires sur la Polynésie avec son mari, le sociologue Yannick Fer. 

## Activités de recherche
Elle est auteur de nombreux livres et articles, qui explorent le rôle des femmes protestantes en Océanie, plus particulièrement dans la culture maohi, ainsi que celui des églises protestantes dans les îles polynésiennes, le militantisme culturel autochtone, les migrations régionales et les transformations liées au développement des églises et réseaux évangéliques dans cette région du monde.
Elle étudie le milieu protestant parisien et la gestion municipale de la diversité religieuse.

## Ouvrages
- Le protestantisme à Paris : Recomposition et diversité[5],[6] , avec Yannick Fer, Labor et Fides, 2017
- Femmes et pentecôtismes : Enjeux d'autorité et rapports de genre[7] avec Yannick Fer, Labor et Fides, 2015
- Le protestantisme évangélique à l'épreuve des cultures[8], avec Yannick Fer, L’Harmattan, 2013
- Anthropologie du christianisme en Océanie, tome 5, avec Yannick Fer, L’Harmattan, 2009
- Les femmes dans l'Église protestante mà'ohi [2]., Karthala, 2007

## Films
- 2010 ： « Pain ou coco. Moorea et les deux traditions », coréalisé avec Yannick Fer ;
- 2014 : « Mission : Trocadéro », coréalisé avec Yannick Fer [9]
- 2015 : « "Si je t’oublie ’Opunohu". Les chemins de la culture à Moorea », coréalisé avec Yannick Fer[10]. Celui-ci est projeté en 2019 au musée du quai Branly - Jacques Chirac lors de l’événement «L’ethnologie va vous surprendre!» qui met tout particulièrement en valeur les femmes de terrain[11].